# KS ROW 1964 Rybnik
El KS ROW 1964 Rybnik és un club de futbol polonès de la ciutat de Rybnik.

## Història
El club va ser format el 2003 de les bases del RKS Energetyk Rybnik (fundat el 1981) i amb les seves arrels fins al ROW Rybnik, que havia estat fundat el 1964, com a fusió de Górnik Rybnik i Górnik Chwałowice, i dissolt als anys 1990. Jugà 7 temporades a la primera divisió polonesa els anys 1968-69, 1970-71, 1972-77, i fou finalista de copa la temporada 1974-75.

## Palmarès
- Copa polonesa de futbol:[6]
  - Finalista el 1974–75
- Copa Intertoto:
  - 1973, 1975